# Svensk Linje
Ej att förväxla med Den Svenska Linjen eller Den svenska linjen.
Svensk Linje utkommer sedan 1942 och är organ för Fria Moderata Studentförbundet. Tidskriftens anor går tillbaka till pamfletten Den Svenska Linjen från 1940. Idag har tidskriften, som utkommer mellan fyra och sex gånger per år, ett idéorienterat och i viss utsträckning studentikost fokus. Stommen i varje nummer utgörs av en temadel. Därutöver finns även bland annat de så kallade bomberna: korta, elaka och understundom mycket kryptiska oneliners, riktade till och mot allehanda potentater.
Svensk Linje spelar flera roller. Först och främst är tidskriften ett ansikte utåt för Fria Moderata Studentförbundet. I denna egenskap sprids varje utgåva till politiska partier och organisationer, statsvetenskapliga institutioner, studentkårer, dagspressen och till ledande opinionsbildare. Vidare utgör Svensk Linje en plantskola för borgerligt sinnade studenter att utvecklas som skribenter och debattörer.
Nuvarande redaktör är Gustaf Reinfeldt. Bland tidigare redaktörer märks Carl Bildt, Cecilia Stegö Chilò, Peje Emilsson, Mats Svegfors och Mattias Svensson. Under åren 1965–2010 utgjordes framsidan alltid av en originalteckning av skämttecknaren Tecknar-Anders.

## Redaktion
Redaktionen hösten 2023 består av:
- Henrik Dalgard, redaktör
- Elias Nilsson, redaktionssekreterare
- Olliver Petersson, layout- och webbansvarig
- Johanna Trapp, redaktionsmedlem
- Viktor Karlsson, redaktionsmedlem
- Markus Linder, redaktionsmedlem
- Mimmie Björnsdotter Grönkvist, redaktionsmedlem
- Isak Rutqvist, redaktionsmedlem

## Redaktörslängd
- 1942-1943     Nils Andrén
- 1944          Olle Nyman
- 1945          Lars Nyberg
- 1946          Nils Rudolfsson
- 1947          Bengt Hultin
- 1948-1949     Sten-Hugo Hörberg
- 1950          Lennart Lilja
- 1951-1952     Stig O Blomberg
- 1952-1953     Hans Almryd
- 1954          Erik Häggström
- 1954-1955     Göran D. Svensson
- 1956-1957     Carl-Henrik Winqvist
- 1957-1958     Birger Hagård
- 1958-1963     Jan Gillberg
- 1963-1965     Leif Lewin
- 1965          K.J. Westman
- 1965-1966     Matti Häggström
- 1966-1967     Ulf Rytterborg
- 1967-1969     Peje Emilsson
- 1969-1973     Carl Bildt
- 1973-1975     Johan Hjertqvist
- 1975-1976     Mats Svegfors
- 1977-1978     Olof Ehrenkrona
- 1978-1979     Mats Gezelius
- 1980-1981     Henrik Ekelund
- 1980-1981     Folke Schött
- 1982-1983     Per Dahl
- 1985-1986     Emil Uddhammar
- 1987          Cecilia Stegö Chilò
- 1988-1989     Göran Thorstenson
- 1989-1990     Lars Niklasson
- 1990-1992     Magnus Nilsson
- 1992-1993     Otto Giesenfeld
- 1993          Per Ericson
- 1994-1995     Markus Uvell
- 1996-1997     Svend Dahl
- 1997-1999     Nicholas Fawkner
- 1999-2000     Jacob Rennerfelt
- 2001-2003     Joakim Nilsson
- 2003-2004     Mattias Svensson
- 2004-2005     Kristian Karlsson
- 2005          Klas Hjort (t.f red.)
- 2006-2007     Peter O Sellgren
- 2007-2008     Danjell Elgebrandt
- 2008-2009     Evelina Lorentzon
- 2009-2010     Benjamin Katzeff Silberstein
- 2010-2012     Petrus Boström
- 2012-2013         Gustaf Dymov
- 2013-2015           Henrik Hall
- 2015-2017       Johan Ridenfeldt
- 2017-2020       Markus Konow
- 2020-2021 Linnea Dubois
- 2021-2023 Gustaf Reinfeldt
- 2023 - 2025 Henrik Dalgard
- 2025 - Markus Linder